# كليو غابرييل كوردوفا
كيلفرسون غابرييل كردوفا (بالبرتغالية: Cléverson Gabriel Córdova‏) الملقب كليو 9 أغسطس 1985، هو لاعب كرة قدم برازيلي محترف يلعب في خط الهجوم بدأ حياته الكروية مع فريق باتيل في كارابافا في البرازيل قبل الذهاب ايلفاس دي موسافيد وانتر ناسيونالي وبدأ أول تجربة له خارج البرازيل مع فريق ريد ستار بلغراد الصربي قبل الانتقال إلى بارتيزان بلغراد وسجل معهم هدفين في دوري ابطال أوروبا 2010 أمام ارسنال الإنجليزي وانتقل عام في 2011 إلى فريق جوانزو ايفرجراند الصيني واستطاع ان يقدم مستويات قوية مع الفريق الصيني وكان هداف بارز في الفريق وأحرز لقب الدوري مع الفريق.

## روابط خارجية
- كليو غابرييل كوردوفا على موقع الاتحاد الأوربي (الإنجليزية)
- كليو غابرييل كوردوفا على موقع رابطة كرة القدم اليابانية للمحترفين (اليابانية)
- كليو غابرييل كوردوفا على موقع قاعدة بيانات كرة القدم.إي يو (الإنجليزية)
- كليو غابرييل كوردوفا على موقع Soccerway.com (الإنجليزية)
- كليو غابرييل كوردوفا على موقع عالم كرة القدم.نت (الإنجليزية)